# Smalskäggsimpa
Smalskäggsimpa (Leptagonus decagonus) hör till familjen pansarsimpor i ordningen kindpansrade fiskar. Den kallas även smalbottenmus.

## Utseende
Som alla pansarsimpor är smalskäggsimpan helt täckt av benplåtar. Kroppen är långsträckt, och huvudets undersida är försedd med skäggliknande känseltrådar. Dessa är dock få, fem par, andra pansarsimpor, som skäggsimpan vilken den annars liknar, har betydligt fler. Nosen har två små taggar. Arten har två, tydligt åtskilda ryggfenor. Längs ryggen har den dessutom ett flertal hudflikar som avtar i storlek mot stjärten. Hanarna har längre bröstfenor än honorna. Arten kan bli upp till 21 cm lång.

## Vanor
Arten lever nära dybottnar, vanligtvis på djup mellan 75 och 230 m, även om den kan gå ner till 930 m. Den föredrar kallt vatten, -2 till 5 °C. Födan består av kräftdjur, både bottenlevande och pelagiska, samt havsborstmaskar. Leken sker i maj till juni.

## Utbredning
Utbredningsområdet omfattar arktiska och nordvästra Atlanten samt norra Stilla havet från Newfoundland och Saint Lawrenceviken vid Kanada, Grönland, Island, Spetsbergen och Finnmarkens kust vid Norge österut till Vita havet, Barents hav och Karahavet. Den finns också i Berings hav och Ochotska havet.